# Die Insel Sachalin

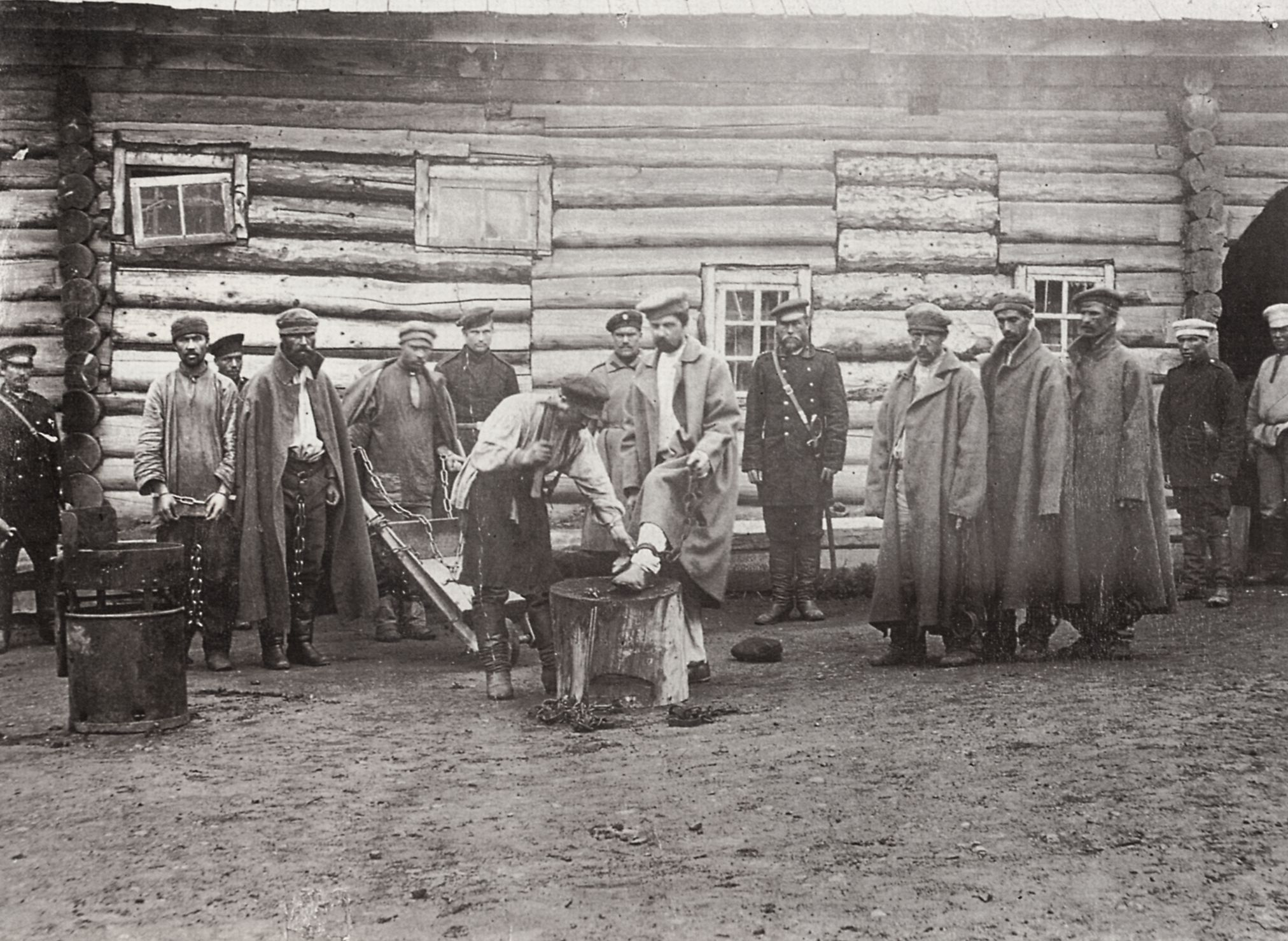
Sachalin zu Tschechows Zeiten: Zwangsarbeit in Ketten

Die Insel Sachalin (russisch Остров Сахалин, Ostrow Sachalin) ist ein Reisebericht des russischen Schriftstellers Anton Tschechow, der vom Oktober 1893 bis zum Juli 1894 in der Moskauer Monatszeitschrift Russkaja Mysl erschien. Als Buch kam der Text 1895 heraus. Eine Übertragung ins Deutsche von Alexander von der Ley erschien 1931 in München (Sachalin, Rußlands Schreckensinsel) sowie ins Französische von Lily Denis 1971 in Paris (L'île de Sakhaline. Notes de voyage).
Während des dreimonatigen Informations-Aufenthalts auf Sachalin im Sommer 1890 erhielt Anton Tschechow Zugang zu den Strafvollzugseinrichtungen. Er durfte sowohl Gefängnisse besichtigen, Gefangene sprechen, eine Bestrafung beobachten als auch Archivmaterial einsehen. Der Autor erkannte das widersprüchliche Besiedelungskonzept Sachalins durch die Russen: „Das Gefängnis ist der unversöhnliche Gegner der Kolonie; beider Interessen stehen sich diametral gegenüber.“
Nach der Aufsehen erregenden Publikation entsandte die russische Regierung Michail Galkin-Wraskoi zur Überprüfung der vom Autor mitgeteilten, teilweise ungeheuerlichen Fakten auf die Verbannungsinsel. Die Strafkolonie existierte bis 1905 – das Jahr, in dem Russland Südsachalin an Japan abtreten musste.

## Überblick
Anton Tschechow besuchte Sachalin vom 10. Juli bis zum 13. Oktober 1890.
Am 21. April 1890 hatte er in Moskau den Zug nach Jaroslawl bestiegen, war auf dem Wasserwege nach Perm gereist und hatte wieder die Bahn über Jekaterinburg nach Tjumen genommen. Weil es seinerzeit die Transsibirische Eisenbahn noch nicht gab, hatte der Reisende reichlich viertausend Kilometer durch Sibirien auf Pferdefuhrwerken zurückgelegt, den Wasserweg Amur benutzt und am 5. Juli Nikolajewsk erreicht.
Am 9. Dezember 1890 kehrte Anton Tschechow nach Moskau zurück. Er hatte den Seeweg von Korsakow über das Japanische Meer, den Indischen Ozean und den Sueskanal nach Odessa gewählt. Unterwegs hatte der Reisende Eindrücke von Wladiwostok, Hongkong, Singapur, Colombo, Aden, Port Said und Konstantinopel bekommen.
Gerhard Dick schreibt, der Text „ist eine eigenartige Mischung aus dokumentarischem Bericht und belletristischen Elementen.“ Details zur Demografie, Geographie, Ethnologie, Geschichte der Besiedelung durch die Russen und kurze Bemerkungen zu Prospektionen der Japaner wechseln mit lesenswerten, erzählerisch ausgeformten Passagen ab.
Auf der Insel geht es dem Reisenden gut. Er schreibt: „Ich brauchte während meiner Reise durch Sachalin nicht zu hungern und überhaupt keine Not irgendwelcher Art zu leiden.“ Im Gespräch reden die Häftlinge den bürgerlichen Besucher mit „Euer Hochwohlgeboren“ an und müssen vor einer Begegnung auf der Straße fünfzig Schritt vor dem freien Mann die Mütze abnehmen. Außer auf freie Russen und Häftlinge trifft Anton Tschechow auf Einheimische. Das sind Giljaken und Ainu.
Ein Häftling, der in die Katorga, also in das Zuchthaus kommt, kann bei guter Führung Strafkolonist und dann Deportationsbauer werden. Die Rückkehr in das europäische Russland wird ihm jedenfalls verwehrt. Doch die Übersiedelung auf das sibirische Festland ist als Deportationsbauer in fast alle Gegenden möglich. Typische Arbeiten für die Sträflinge sind Roden, Hausbau, Drainieren, Fischen, Heu ernten, Kartoffeln anbauen sowie Schiffe be- und entladen. Die Prügelstrafe für Arbeitsverweigerer steht auf der Tagesordnung. Die Katorga wurde ursprünglich als Strafanstalt für Bauern eingerichtet. Bei der Bestrafung wird nicht zwischen arm und reich unterschieden. Ein reicher ehemaliger Petersburger Kaufmann, als Brandstifter verurteilt, wird gezüchtigt, weil er angeblich nicht arbeiten will. Die Häftlinge kommen – neben dem dominierenden Bauernstand – aus allen möglichen Bevölkerungsschichten des europäischen Russland. In dem gottverlassenen Sachaliner Dörflein Derbinskoje näht eine – ebenfalls wegen Brandstiftung verurteilte – Modistin hübsche Kleider für verurteilte Fräuleins. Letztere spazieren dann in dieser neuen Garderobe in einem der Derbinskojer Gärten engelsgleich daher. Manche verurteilte Adelige legen in der Verbannung die Hände nicht in den Schoß. In Derbinskoje spotten die Zuchthäuslerinnen über eine Baronesse, die sogenannte „arbeitende gnädige Frau“. Dabei muss das Gros der ehemaligen Städter im Überlebenskampf Ackerbauer werden. Übt in Südsachalin eine russische Frau ein Gewerbe aus, so ist es – gleichgültig, ob sie nun frei oder gefangen ist – das der Prostitution. Anton Tschechow sieht die freien Frauen auf Sachalin als „tragische Gestalten“, die das Leben ihrer verurteilten Männer ordnen wollten „und ihr eigenes verloren“. Die verurteilten Frauen seien meist „Opfer der Liebe … da sie von ihren Liebhabern in das Verbrechen hineingezogen worden.“
Dem Elend begegnet der durchreisende Anton Tschechow auf Schritt und Tritt. Er schreibt: „Die in den Bergwerken Beschäftigten essen … ihre Talgkerzen“ und auf Südsachalin wählen etliche verzweifelte Verbannte den Freitod; vergiften sich mit Eisenhut.
Tschechow schreibt auch über die nicht beneidenswerte Gegenseite: „Wenn die Soldaten die Flüchtlinge in der Taiga verfolgten, zerrissen sie sich ihre Kleidung … derart, daß sie einmal in Süd-Sachalin selbst für Flüchtlinge gehalten wurden und man auf sie schoß.“
Trotz der unhaltbaren Zustände anno 1890 auf Sachalin resümiert Tschechow mit hoffnungsvollem Zukunftsblick: „Heute rollt man keine Sträflinge mehr in Fässern … ohne daß dadurch die hiesige Gesellschaft in Bewegung geriete … Jede Abscheu erregende Tat dringt früher oder später nach außen …“

## Inhalt
Jener 10. Juli 1890, an dem Anton Tschechow auf Sachalin im Tatarensund an der Duika-Mündung in Fort Alexandrowsk landet, beginnt nicht sehr verheißungsvoll. Ein mitreisender Offizier spricht ihm das Recht ab, die Häftlingsinsel zu betreten. Das sei nur Staatsdienern gestattet. Anton Tschechow macht sich nichts daraus.
In dem ordentlichen Städtchen Fort Alexandrowsk leben zirka dreitausend Einwohner sämtlich in Holzhäusern. Selbst die Bürgersteige sind hölzern. Entgegen der Meinung des erwähnten, offenbar inkompetenten Offiziers wird Anton Tschechow vom Inselkommandanten General Wladimir Ossipowitsch Kononowitsch freundlich empfangen. Der General hat vor dem Sachaliner Kommando die Katorga Kara achtzehn Jahre befehligt. Er sagt seinem Besuch die volle Unterstützung zu.
Etliche Gefangene laufen in Alexandrowsk frei herum, weil sie als Kutscher, Wächter, Köche oder Kinderfrauen eingesetzt sind. Den russischen Damen macht es nichts aus, wenn ihre Kinder von Frauen behütet werden, die zu lebenslanger Haft verurteilt sind. In Alexandrowsk halten sich zweitausend Zuchthäusler auf – um die neunhundert davon sind eingesperrt.
Im Hause des Generals Kononowitsch erlebt Anton Tschechow die Visite von Baron Andrei Nikolajewitsch Korff, seines Zeichens Generalgouverneur des Amurgebietes. In einem halbstündigen Gespräch beteuert der Gouverneur, er habe vor dem Besucher nichts zu verbergen. Darum gestatte er dem Autor – bis auf den Umgang „mit den Politischen“ – alles. Daraufhin macht sich Anton Tschechow ans Werk. Beim Befragen der Gefangenen plausibilisiert er seine Neugierde mit der Behauptung, es gehe um eine Volkszählung. Diese kann er als Einzelperson auf einer knapp tausend Kilometer langen Insel zwar in drei Monaten nicht schaffen, doch er müht sich, beginnt seine Gespräche im Tal der Duika, einer Gegend mit Dauerfrostboden. Getreide kann dort nicht ausreifen. Er trifft auf den 71-jährigen Zuchthäusler Nikita Trofimow aus dem Gouvernement Rjasan. Nikita desertierte anno 1855 und wurde deshalb nach Transbaikalien deportiert. Für seine Flucht in Sibirien bekam er neunzig Peitschenhiebe und lernte die Kara (siehe oben) kennen. Auf Sachalin ist er bereits 22 Jahre, weil er auch hier wieder geflohen ist.
Für einen Totschlag bei einer Prügelei gibt es fünf bis zehn Jahre Katorga. Gewöhnlich fliehen die Verurteilten. Im Katorga-Gefängnis Alexandrowsk sitzen solche Rückfalltäter hinter Gittern. Anton Tschechow trifft dort auf Sofja Bljuwstein, genannt Goldhändchen. Auch diese früh gealterte Frau ist innerhalb des sibirischen Festlandes aus der Haft entwichen, wurde eingefangen und zu drei Jahren Katorga verurteilt. Das Goldhändchen ist alles andere als ein unbeschriebenes Blatt. Bereits daheim in Smolensk war sie inhaftiert worden und war dann zusammen mit einem Wärter geflohen. In Alexandrowsk ist sie wahrscheinlich am Totschlag des Krämers Nikitin beteiligt gewesen.
Anton Tschechow spricht mit dem Mörder Jegor aus der Gegend um Parachino. Jegor arbeitet auf der Insel als Holzfäller.
In Korsakowka spricht Anton Tschechow mit einem Geistlichen, der angeblich nicht weiß, weswegen er nach Sachalin verbannt wurde. In einer anderen Korsakowkaer Hütte ist eine junge Zuchthäuslerin gesprächiger. Diese hadert mit ihrem Hausgenossen, einem ebenfalls jungen Zuchthäusler: „Hätte ich meinen Mann nicht getötet und du kein Feuer gelegt, wären wir jetzt frei …“ Beim Gang durch die Korsakowkaer Bauernhütten wird der Reisende vom Militärschreiber Kisljakow aus Petersburg begleitet. Dieser Mensch hat auf der Nikolajewskaja seine Frau mit dem Hammer erschlagen und sich anschließend selbst angezeigt.
Weiter führt die Reise durch Nordsachalin. An der Duika aufwärts gelangt Anton Tschechow in die 1872 gegründete Siedlung Nowo-Michailowka und kommt mit zwei Strafkolonisten ins Gespräch. Der Bauer Potjomkin, ein wohlhabender, betagter Raskolnik, versichert dem Besucher, man könne auf Sachalin leben. Manche Jahre reiften sogar Melonen. Leider sei die Bevölkerung zu faul. Von dem ehemaligen Henker Terski erfährt Tschechow, wie jener sich mit seinem Kollegen Komelew tätlich auseinandergesetzt hatte. Für irgendein Vergehen hatte der eine den anderen abwechselnd gehörig ausgepeitscht.
Dann führt die Erkundungsfahrt Anton Tschechow in das erst 1889 angelegte Dörfchen Krasny Jar. In dem freundlichen, neu erbauten Gemeindehaus lebt der kleine, schwächliche Soldat Ubijennych mit seiner Hausgenossin. Die große, korpulente Strafkolonistin hat den Aufseher Ubijennych, der das Gehalt eines Oberaufsehers bezieht, mit einer Kinderschar beschenkt. Der Volkszähler Anton Tschechow registriert über den umfänglichen Text hinweg eine Unzahl solcher wilder Ehen auf Sachalin. Frauen haben es auf der Insel überhaupt wesentlich schwerer als Männer. Wenn sie ihren Männern freiwillig in die Verbannung gefolgt sind, bleibt in wirtschaftlicher Notlage – in die die Sträflingsfamilie mitunter schneller fällt als gedacht – nur die Prostitution als letzter Ausweg vor dem Verhungern. Die Abhängigkeit der Frau vom Manne betrifft auf Sachalin natürlich auch die Zwangsarbeiterinnen. Wenn zum Beispiel die Katholikin Pawlowskaja in Perwoje Arkowo – durch den Tod ihres Hausgenossen „Witwe“ in wilder Ehe geworden – Anton Tschechow bittet „Bestimme einen Herrn für mich!“ so ist das beredter Ausdruck dieser Tatsache.
Aus dem europäischen Russland wurden nicht nur Russen nach Sachalin verbannt, sondern ebenso Finnen, Grusinier, Ukrainer, Tataren, Juden, Kirgisen und Zigeuner. In Duë zum Beispiel lebt ein polnischer Tischler mit seiner Hausgenossin, die mit zwölf Jahren Mutter geworden sei, nachdem sie auf dem Transport von einem Häftling missbraucht worden wäre. In der Nähe von Duë werden im Gefängnis von Wojewodsk die Schwerverbrecher gefangengehalten. Diese müssen in der dortigen Steinkohlegrube – teilweise an den Karren gekettet – pro Schicht ihr Abbausoll von dreizehn Karren erfüllen. Im Gefängnis von Wojewodsk findet Anton Tschechow acht an den Karren gefesselte Männer vor. Alle sind Rückfalltäter; sieben davon Mörder. Der achte, ein ehemaliger Matrose der Kriegsmarine, hat zweimal den Vorgesetzten angefallen – einmal auf dem Schiff seinen Offizier und dann noch auf Sachalin den Gefängnisinspektor.
Duë ist der schlimme Ort, „wo man mit Peitschen und Ruten züchtigt“. Neben der Kohlengrube wird in Duë eine landwirtschaftliche Kolonie betrieben. In den Unterkünften herrscht Platzmangel. Familienangehörige, die Verbannten freiwillig auf Sachalin gefolgt sind, haben in dem Umfeld das Nachsehen. 16-jährige Mädchen werden gezwungen, neben Zuchthäuslern zu nächtigen. Im Katorga-Gefängnis Duë spricht Anton Tschechow mit dem Massenmörder Terechow. Dieser knapp 65-jährige, grauhaarige Mann soll an die sechzig Menschen umgebracht haben. Gewöhnlich habe Terechow wohlhabende Ankömmlinge zur Flucht überredet und sie unterwegs ermordet. Am Tag vor der Ankunft des Besuchers war der Häftling ausgepeitscht worden. Terechow zeigt Anton Tschechow sein Gesäß mit den frischen Striemen. Mancher Häftling in Duë kommt mit seinem Starrkopf aber auch durch. Ein gewisser Schkandyba zieht singend durch den Ort. Er hat alle Bestrafungen wegen Arbeitsverweigerung überstanden und die Obrigkeit lässt ihn in Ruhe.
Am Ufer des Tym entlang erreicht der Reisende über Tymowsk das oben genannte Dorf Derbinskoje. Anton Tschechow erzählt, der 1880 gegründete Flecken wurde nach dem Gefängnisinspektor Derbin benannt, der dort umgebracht worden war, weil er nur mit dem Schlagstock inspizierte. Die Häftlinge – so geht die Rede – sollen für den Mörder damals sechzig Rubel gesammelt haben.
Im Nachbardorf Palewo, einer Sachaliner Hochburg der Diebe, kommt Anton Tschechow mit Karp Jerofejitsch Mikrjukow, dem ältesten lebenden Aufseher auf Sachalin, ins Gespräch. Der Pensionär aus dem Gouvernement Wjatsk war schon 1860 da. Der über 70-Jährige hat in zweiter Ehe mit einer jungen Frau, Tochter eines Strafkolonisten, sechs kleine Kinder. Karp erzählt bis in die tiefe Nacht hinein Geschichten – über den jähzornigen Inspektor Seliwanow, der schließlich von den Häftlingen erschlagen wurde. Karp kann sich noch an den Schriftsteller Fet erinnern.
Schließlich wird ab dem 12. September 1890 noch Südsachalin bereist. In Mauka leben die russische Frauen – ausnahmslos Zuchthäuslerinnen – in wilder Ehe. In Korsakow wird geprügelt, was das Zeug hält; manchmal „auf einen Schlag fünfzig Mann“. In Korsakow begegnet Anton Tschechow zwei Sträflingen. Der erste ist Pistschikow. Dieser Schreiber in der Polizeiverwaltung kleidet sich wie ein freier Mann und gibt sich sehr höflich. Pistschikow hatte aus Eifersucht seine hochschwangere Frau mit der Riemenpeitsche während einer Misshandlung über sage und schreibe sechs Stunden totgeprügelt. Der zweite, Karp Nikolajewitsch Shakomini, ein ehemaliger Kapitän auf dem Schwarzen Meer, war 1878 in Nikolajew mit Frau und Sohn des Mordes angeklagt worden. Frau und Sohn sind inzwischen wieder frei. Nur Karp ist noch Zuchthäusler. Das Ehepaar führt einen kleinen, sehr sauberen Laden. Die Mutter kommt über den Tod der gemeinsamen Tochter nicht hinweg. Das Mädchen, das den Eltern freiwillig in die Katorga folgte, war unterwegs in Sibirien vor Erschöpfung gestorben.
Im Weiler Wtoraja Pad begegnet Anton Tschechow der Uljana. Die alte Frau wurde wegen Kindstötung zu zwanzig Jahren verurteilt. Sie hatte die kleine Leiche vergraben. Nun bereut sie und hat fast den Verstand verloren.
Anton Tschechow schreibt: „Wie man eine Auspeitschung vornimmt, sah ich [am 13. August 1890] in Duë.“ Es folgt das aufrüttelndste Dokument der Reisebeschreibung.

## Giljaken
Anton Tschechow schreibt über die Einheimischen: „Die Giljaken waschen sich niemals … die Wäsche wird nicht gewaschen … Die Giljaken selbst verbreiten einen schweren, herben Geruch …“ Ein Giljake vermutet, der Besucher sei ein „Politischer“, weil er ständig mit Papieren hantiert. Als Tschechow verneint, konstatiert der Giljake: „Also bist du schreibe-schreibe [Schriftsteller].“
Die Giljaken leben polygam. Die Frau ist rechtlos. Begriffe wie „älter“ und „jünger“ seien unbekannt. Ein Giljake erkennt keine Obrigkeit an. Trotzdem wird ein Giljake, wenn er als Aufseher oder Einfänger von Flüchtigen eingesetzt wird, von den Russen mit einem Revolver bewaffnet. Als ein Giljake aber in Ausübung seiner Dienstpflicht einen Sträfling erschossen hatte, sei die Obrigkeit dann doch ins Grübeln gekommen.
Anton Tschechow hat noch von den Sachaliner Oroken gehört, ist ihnen aber nicht begegnet.

## Zitat
„Auf Sachalin hat es noch keinen Fall gegeben, wo ein Verbrecher mutig zur Hinrichtung geschritten wäre.“

## Porträts
Die Abbildungen der Personen sind nach ihrer Erwähnung in diesem Artikel geordnet.

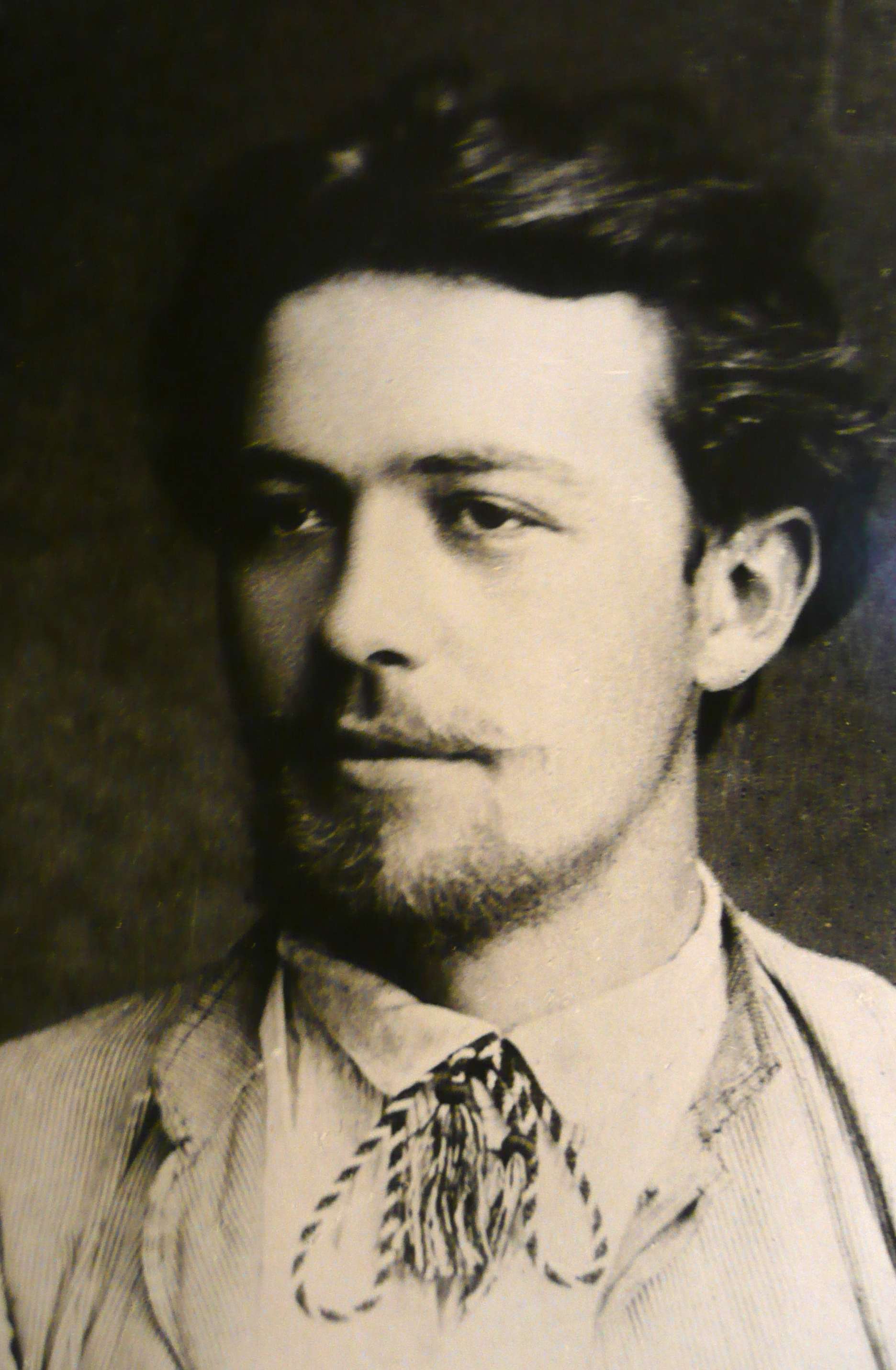
Anton Tschechow (1860–1904) im Vorjahr seiner Sibirienreise
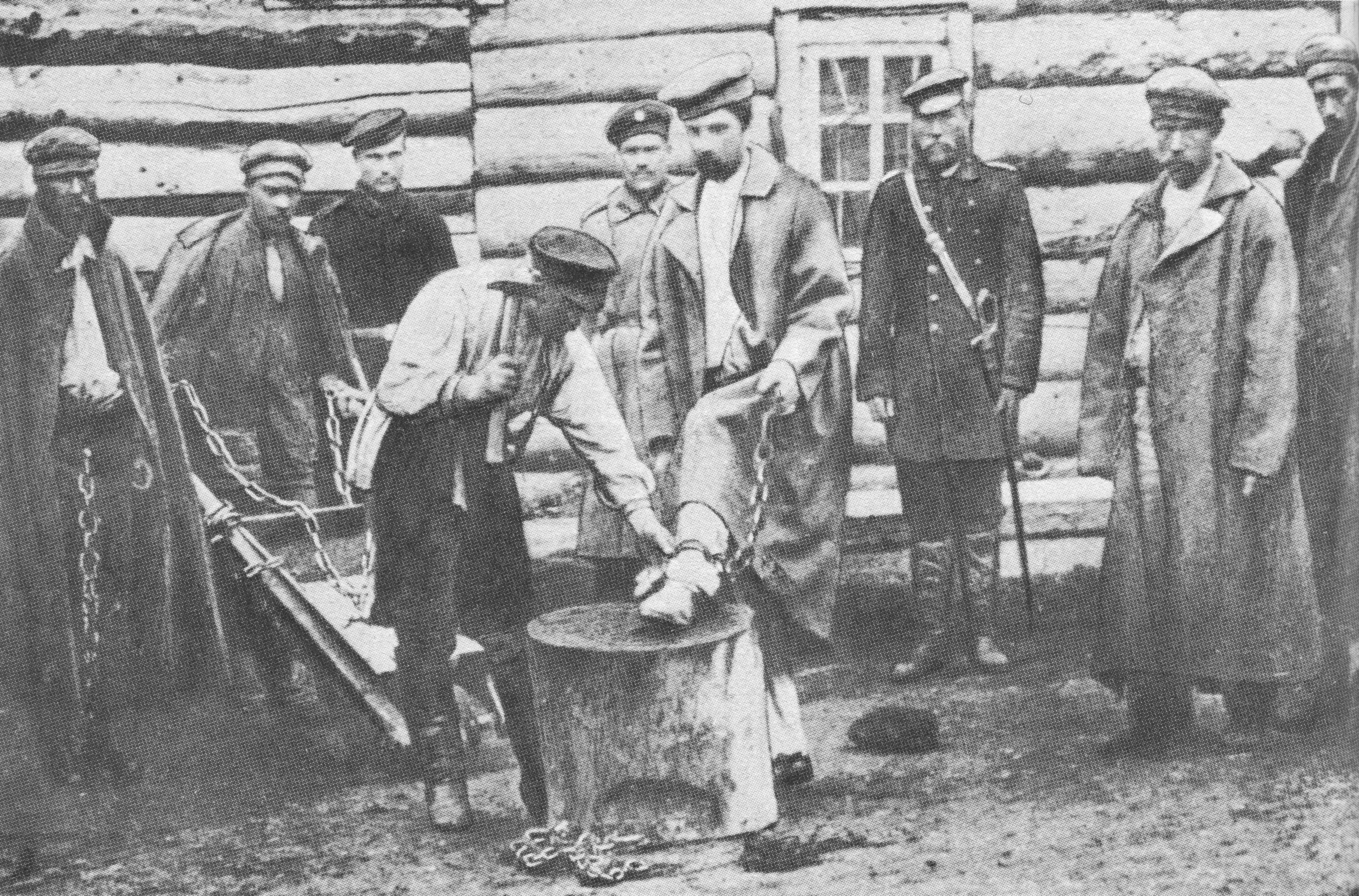
Dokument aus Anton Tschechows Reisebericht
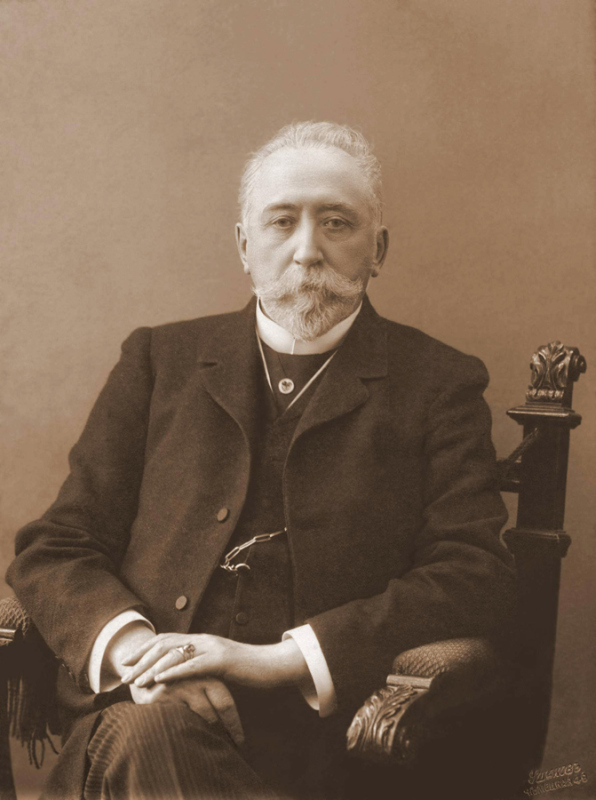
Michail Galkin-Wraskoi (1832–1916)
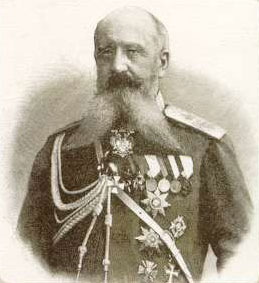
Baron Andrei N. Korff (1831–1893)
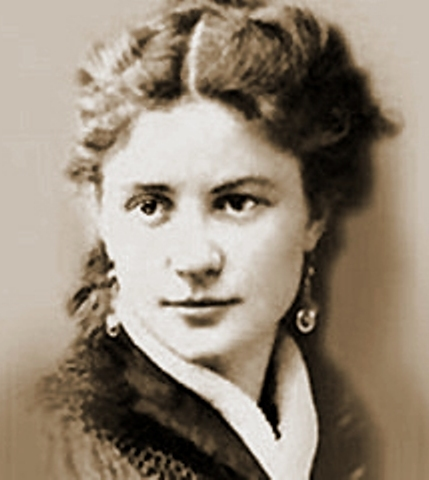
Sofja Bljuwstein (1846–1902)
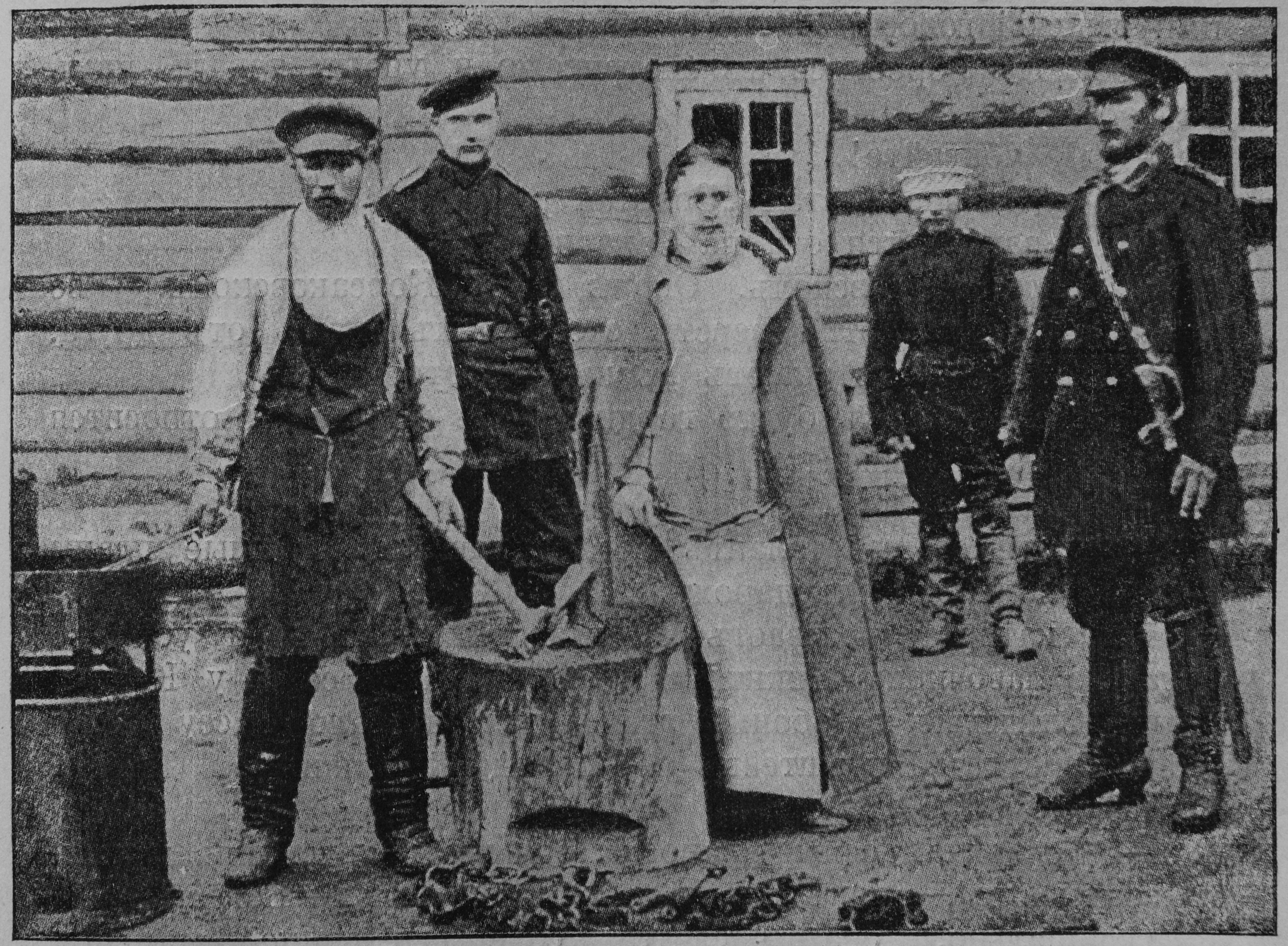
Sofja Bljuwstein
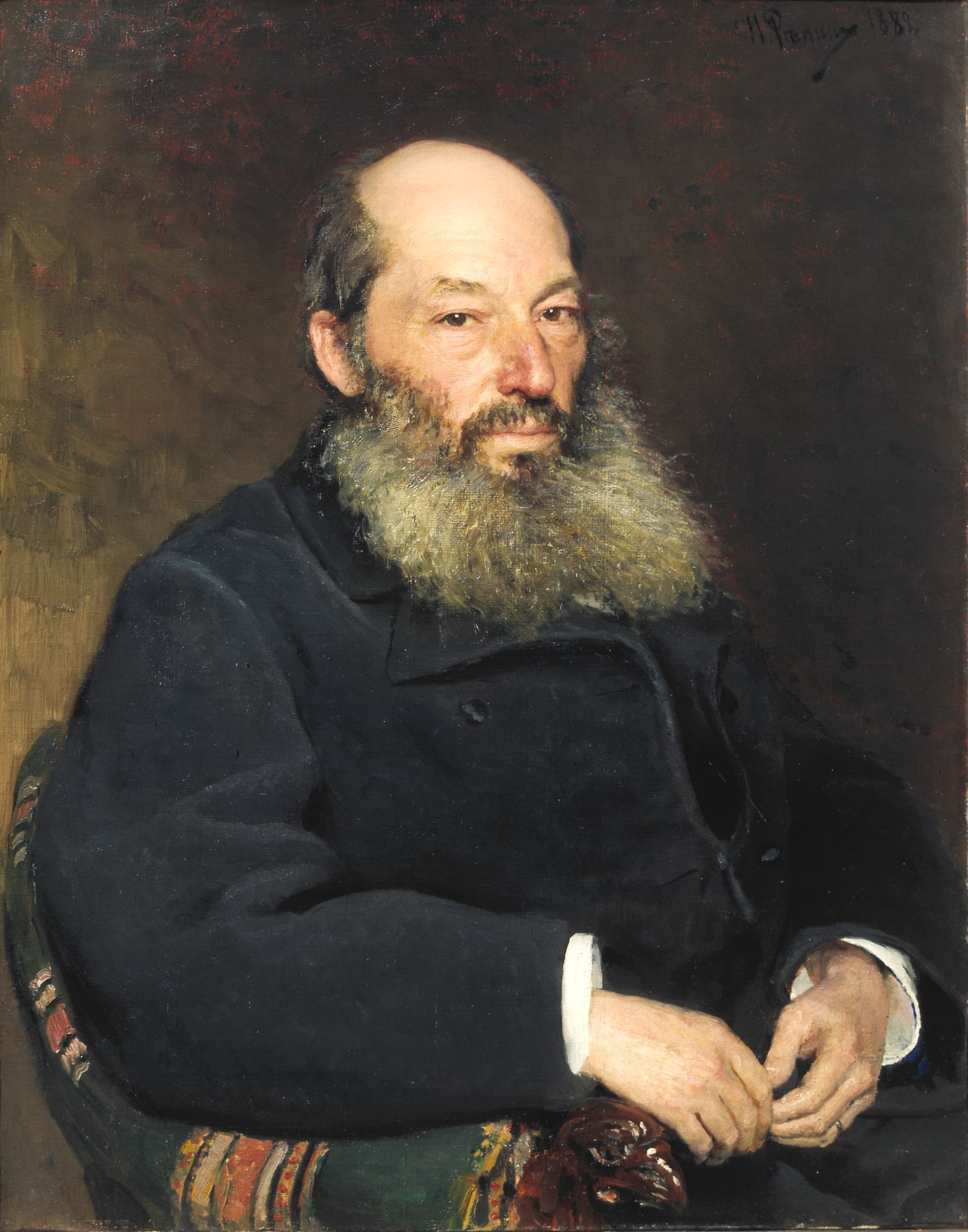
Repin: Afanassi A. Fet (1820–1892)
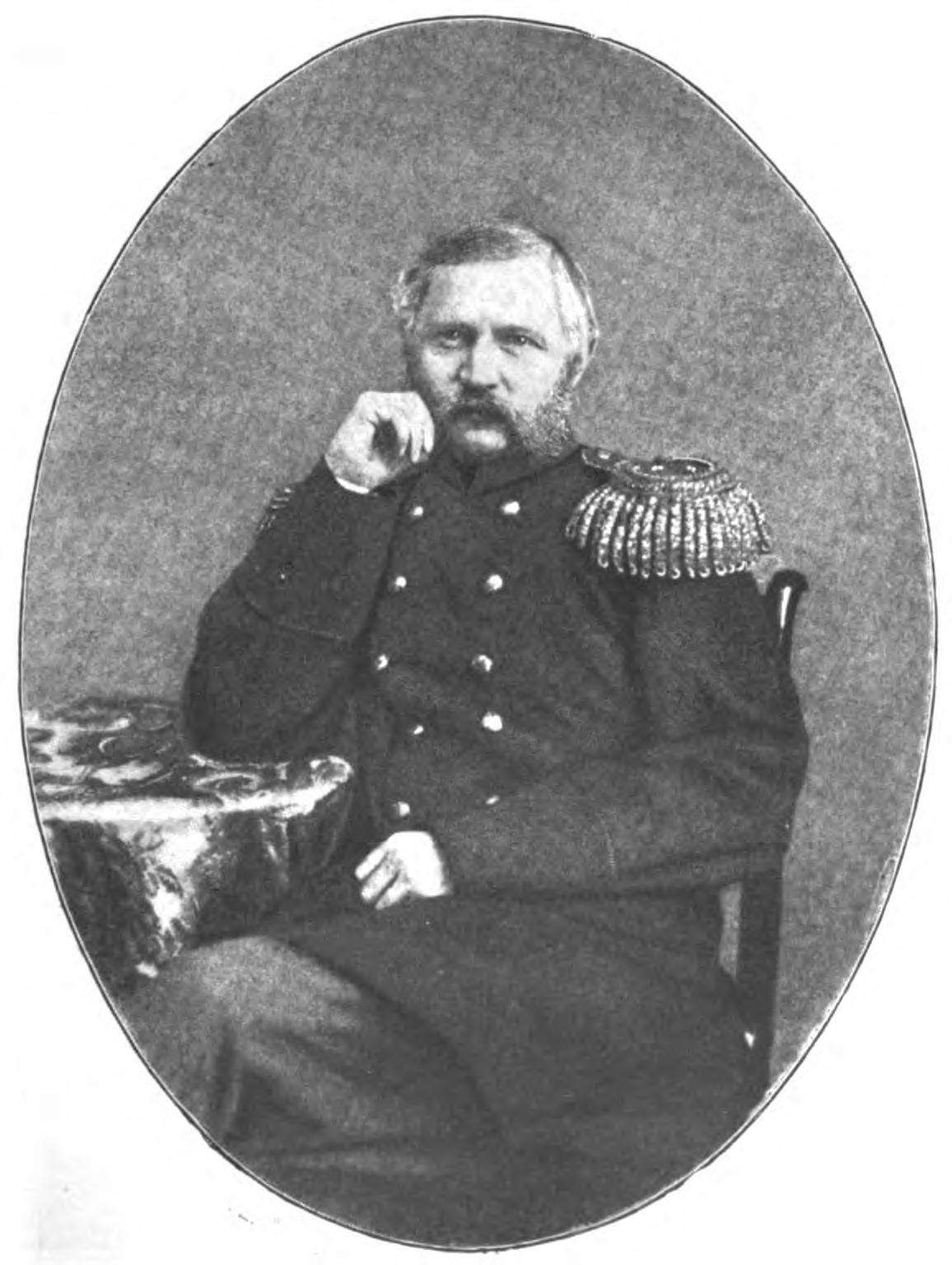
Michail S. Korsakow (1826–1871)
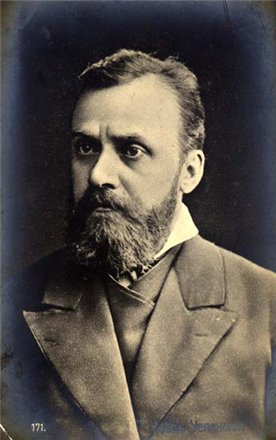
Gleb I. Uspenski (1843–1902)

## Ehrung
- 1947 wurde das Dorf Noda-chō[68] im Oblast Sachalin in Tschechow umbenannt.

## Rezeption
- 22. August 1980, „Die Zeit“: Anton Čechov: Erzählungen. Der „Report über russischen Strafvollzug 1890“ beeindrucke durch „Frische und nüchterne Präzision“.
- 1982, Helmut Graßhoff nimmt für Tschechows beschwerliche Reise im historischen Zusammenhang einen politischen Reisegrund an. Nachdem Alexander II. 1881 einem Attentat des Volkswillens zum Opfer gefallen war, sparte in den Jahren bis 1890 die russische Regierung nicht mit Repressionen. Tschechow habe mit seinem Bericht auf die Strafverfolgungspraxis der russischen Monarchie aufmerksam machen wollen.[69]
- 1. März 2010, „Die Welt“: Tschechows Figuren, gefangen in der Irrenanstalt. In dem „schmerzhaft nüchternen Bericht“ kommen „die empörend inhumanen Verhältnisse“ des Strafvollzuges auf Sachalin anno 1890 zur Sprache.
- 31. Januar 2012, Christine von Brühl im „Spiegel“: Millionen Menschen verfaulen. Der Schriftsteller Anton Tschechow reist 1890 auf die Gefängnisinsel Sachalin und schreibt einen erschütternden Bericht.

## Deutschsprachige Ausgaben
- Die Insel Sachalin. 413 Seiten. Winkler, München 1971 (Winkler Dünndruck)
- Die Insel Sachalin. Aus dem Russischen übersetzt von einem Übersetzerkollektiv unter Leitung von Gerhard Dick. Die Fußnoten übersetzte Wilhelm Plackmeyer. Mit einem Nachwort von Helmut Graßhoff. Mit 16 Fotografien. 510 Seiten. Rütten & Loening, Berlin 1982 (1. Aufl.)
- Die Insel Sachalin. Aus dem Russischen von Gerhard Dick. Herausgegeben und mit Anmerkungen versehen von Peter Urban. 467 Seiten. Diogenes, Zürich 1987 (Lizenzgeber: Winkler, München), ISBN 978-3-257-20270-0

### Verwendete Ausgabe
- Die Insel Sachalin. Reisenotizen. Aus dem Russischen übersetzt von einem Übersetzerkollektiv unter Leitung von Gerhard Dick. S. 49–429 in Gerhard Dick (Hrsg.): Anton Tschechow: Die Insel Sachalin. Reiseberichte, Feuilletons, Literarische Notizhefte. 604 Seiten. Rütten & Loening, Berlin 1969 (1. Aufl.)